# マイケル・フレミング (庶民院議員)
マイケル・フレミング（英語: Michael Fleming、1668年7月12日 – 1718年5月頃）は、イングランド王国出身の政治家。

## 生涯
サー・ダニエル・フレミング（1701年3月25日没）とバーバラ・フレッチャー（Barbara Fletcher、初代準男爵サー・ヘンリー・フレッチャーの娘）の六男として、1668年7月12日に生まれた。1683年から1685年までホークシェッド・グラマースクールで教育を受けた。
兄が5人、弟が5人という大家族だったため、父は家計への負担を減らすためフレミングの職探しに苦心、1693年にようやくジェームズ・スタンリーの歩兵連隊にエンサインとして入隊させることに成功した。以降大同盟戦争のフランドル戦線で戦い、ネールウィンデンの戦い（1693年）とナミュール包囲戦（1695年）に参戦、1694年に中尉に、1697年に大尉に昇進したが、同年の大同盟戦争終戦に伴いジェームズ・スタンリーの連隊も1699年4月に解散された。1699年7月にジェームズ・スタンリーの連隊のうち唯一解散されずに残った中隊に中尉として加わり、1701年に大尉に昇進した後、スペイン継承戦争に参戦、1704年のブレンハイムの戦いで負傷した。
1707年、兄ウィリアムの選挙活動によりウェストモーランド選挙区の補欠選挙で庶民院議員に当選した。しかし議会での活動は記録にほとんど残らず、どの党派に属したことすら不明であり、翌年の総選挙にも出馬せず軍務に戻った。1708年5月、少佐に昇進した。
1718年5月頃にキングストン・アポン・ハルで死去した。

## 家族
ドロシー・ベンソン(Dorothy Benson)と結婚して、1男1女をもうけた。
- ウィリアム（1757年没） - 第3代準男爵、庶民院議員